# MC Pikachu
Matheus Sampaio Correa (São Paulo, São Paulo, 27 de novembro de 1999), mais conhecido pelo seu nome artístico MC Pikachu, é um cantor de funk paulista.

## Biografia
Matheus nasceu na cidade de São Paulo, em Itaquera, mudando-se para Suzano, localizado na Grande São Paulo posteriormente, e ingressou na carreira do funk ousadia no ano de 2015, aos 16 anos, através de um vídeo caseiro postado na plataforma YouTube, que abriu portas para a sua participação no videoclipe de seu amigo MC Bin Laden. O cantor teve sua primeira notoriedade com o single "Feliz Natal", com participação de MC Bin Laden e MC 2K.
MC Pikachu causou polêmica devido às letras de conteúdo explicitamente pornográfico em algumas músicas, mais notável na canção "Tava na Rua", onde também fez referências à drogas ilícitas, isso ainda pelo fato do cantor ser menor de idade, chegando a ser impedido de fazer shows. Uma versão dessa música foi feita com a banda de arrocha Rei da Cacimbinha, chamada "Tava no Boteco", com uma letra mais "light". Seu sucesso fez com que Pikachu fosse considerado como um dos principais representantes do subgênero do funk paulista conhecido como "funk ousadia", sendo que sites noticiavam que ele e MC Brinquedo fizeram desta a "profissão dos sonhos" para os jovens da periferia de São Paulo.
Chamou atenção da mídia ao ter a sua canção "Choque" indicada pelo jornal The New York Times, como parte integrante da lista das 30 músicas mais "importantes, históricas e recentes" do país, juntamente com o artista MC Bin Laden. Tal fato gerou controvérsias na mídia, chamando atenção para o lírico das canções, sendo que sites a chamaram de "música pornográfica".
No final do ano de 2016, Pikachu lançou uma música chamada "Vai Toma Sua Gostosa", com participação de MC Fioti e referências à Tim Maia e Mamonas Assassinas, a qual se tornou um dos destaques do gênero no Spotify do Brasil e do Paraguai.
No dia 11 de junho de 2017, MC Pikachu foi internado após sentir fortes dores de cabeça quando fazia uma viagem a Manaus. Ao retornar a São Paulo, o músico foi diagnosticado com hidrocefalia (acúmulo de líquido no cérebro) e teve que passar por uma cirurgia na UTI, no dia 18, para a redução do líquido. Após realizar uma ressonância magnética, os médicos descobriram um pequeno tumor, que foi retirado para biópsia no dia 20 de junho de 2017. Após resultados, fora constatado um tumor chamado Germinoma Pineal, localizado na região pineal do cérebro, de difícil tratamento, por estar na região central deste, impossibilitando cirurgias como forma de tratamento. Desde então, o MC vem passando por sessões de quimioterapias e radioterapias.

## Discografia

### Álbuns
- Choque Nelas (2015)

### Singles[13]
- "Feliz Natal"
- "I Love Favela"
- "Profissional"
- "Vai Toma Sua Gostosa" (part. MC Fioti)
- "Red Bull"
- "Rajada"
- "Tô Bolado"
- "Ih Fudeu (part. MC Brinquedo)"
- "La no Meu Barraco"
- "Cadê o Beck"
- "Tava no Fluxo"
- "Tava na Rua"
- "Novinha Profissional"
- "Vou Te Rasgar"
- "Karatê"
- "Vai Safada (part. MC Brinquedo)"
- "Cabaré"
- "Romântico"
- "Meu Pau Virou Guarda-Chuva"